# Arthur Eckstein
Pour les articles homonymes, voir Eckstein.
Arthur Eckstein est un historien américain et professeur émérite d'histoire à l'Université du Maryland-College Park,, ainsi qu'un auteur publié.